# حصیران
حصیران روستایی از توابع شهرستان طالقان در استان البرز است.
دهی است که در بخش بالا طالقان و در قسمت غربی شهرک واقع شده در این ده ۳۰ راه عمومی مالرو وجود دارد و رودخانه‌های کرکبود کویین و چشمه سار از این ده عبور می‌کنند. شغل بیشتر مردم این ده کشاورزی است اما عده‌ای هم در تهران به کار در اداره مشغول هستند.
تاتی زبان مردم روستای حصیران است. به گفتهٔ محققان تات در زبان اهالی گیلان به معنی بومی، روستایی و یکجانشین می‌باشد و منظور از تات همان قوم گیلک است و منظور از زبان تاتی همان زبان گیلکی می‌باشد.

## محصولات
غلات، سیب، لوبیا، میوه‌جات مختلف و گردو محصولات این روستا هستند.

## صنایع دستی
کرباس و گلیم از صنایع دستی این روستا هستند.